# Heterallactis niphocephala
Heterallactis niphocephala là một loài bướm đêm thuộc phân họ Arctiinae, họ Erebidae.